# Pascual Martínez Martínez
Pascual Martínez Martínez (Alcàsser, 1965) is een Spaans componist, muziekpedagoog, dirigent en klarinettist.

## Levensloop
Martínez Martínez studeerde aan het Conservatorio Superior de Música "Joaquín Rodrigo" in Valencia onder anderen bij Juan Vercher (klarinet). Hij was lid van het conservatoriumorkest van Valencia en eveneens klarinettist in de Banda juvenil de la Federación de Sociedades Musicales de la Comunidad Valenciana. Later studeerde hij bij Rafael Taléns Pello, Eduardo Cifre Gallego en Manuel Galduf Verdeguer en behaalde zijn diploma's in compositie, orkestratie, koor- en orkestdirectie.
Door Aldo Ceccato werd hij geselecteerd om een dirigentencursus te geven met een orkest in Santiago de Compostella. Als dirigent is hij verbonden aan de Banda Sinfónica Ateneo Musical de Cullera en gastdirigent van de Banda Sinfónica de Ateneo Musical y Enseñanza "Banda Primitiva" de Llíria, de Banda Sinfónica de la Societat Instructiva Unión Musical de Tavernes de la Valldigna en de Banda de la Federación de Sociedades Musicales de la Comunidad Valenciana. Hij was verder gastdirigent van de Banda Sinfónica Unión Musical de Yátova, de Banda de Música Unión Musical Aldaia, de Banda de Música Sociedad Musical "Santa Cecilia" de Alcàsser en de Banda de Societat Musical "La Primitiva Setabense" de Xàtiva alsook assistent van de dirigent van het jeugdorkest Valencia.
Als docent is hij verbonden aan de stedelijke conservatoria in Carcaixent, Carlet en La Vall d'Uixó.
Martínez Martínez componeerde diverse werken voor banda (harmonieorkest), kamermuziek en orkest en won onder andere een prijs tijdens het VI Concurso de composición para banda de música Rafael Rodríguez Albert de la Diputación de Alicante met zijn werk Secuencias.

## Composities

### Werken voor orkest
- Capricho Árabe, voor gitaar en orkest

### Werken voor banda (harmonieorkest)
- 2003 Eduardo Cifre, paso doble
- 2011 Salvador, paso doble
- Secuencias
  1. Preludio
  2. Nocturno
  3. Scherzo

### Werken voor koor
- Cuatro canciones populares, voor gemengd koor en orkest
- Toquemos y cantemos , voor gemengd koor en orkest
- Tres canciones populares de Navidad, voor kinderkoor en jeugdorkest (of instrumentalensemble)

### Kamermuziek
- El canto de los pájaros, voor melodieinstrument en piano
- Tubicen Grado Medio, voor tuba en piano